# Награди „Оскар“ (82-ра церемония)
Осемдесет и втората церемония по връчване на филмовите награди „Оскар“ се провежда на 7 март 2010 г. в Кодак Тиътър в Лос Анджелис. Номинациите са обявени на 2 февруари същата година.

## Награди
| Най-добър филм | Най-добър режисьор |
| --- | --- |
| - Войната е опиат - Аватар - The Blind Side - Сектор 9 - Съзряване - Гадни копилета - Прешъс - Сериозен човек - В небето - Високо в небето                                                                         | - Катрин Бигелоу – Войната е опиат - Джеймс Камерън – Аватар - Лий Даниълс – Прешъс - Джейсън Райтман – Високо в небето - Куентин Тарантино – Гадни копилета                                                                        |
| Най-добра мъжка роля | Най-добра женска роля |
| - Джеф Бриджис – Лудо сърце - Джордж Клуни – Високо в небето - Колин Фърт – A Single Man - Морган Фрийман – Несломим - Джереми Ренър – Войната е опиат                                                             | - Сандра Бълок – The Blind Side - Хелън Мирън – The Last Station - Кари Мълиган – Съзряване - Габури Сидибе – Прешъс - Мерил Стрийп – Джули и Джулия                                                                                |
| Най-добра поддържаща мъжка роля | Най-добра поддържаща женска роля |
| - Кристоф Валц – Гадни копилета - Мат Деймън – Несломим - Уди Харелсън – The Messenger - Кристофър Плъмър – The Last Station - Стенли Тучи – The Lovely Bones                                                      | - Мо'Ник – Прешъс - Пенелопе Крус – Девет - Вера Фармига – Високо в небето - Маги Гиленхал – Лудо сърце - Ана Кендрик – Високо в небето                                                                                             |
| Най-добър оригинален сценарий | Най-добър адаптиран сценарий |
| - Войната е опиат – Марк Боул - Гадни копилета – Куентин Тарантино - The Messenger – Алесандро Камон и Орен Моверман - Сериозен човек – Джоел Коен и Итън Коен - В небето – Том Макарти, Боб Питърсън и Пит Доктър | - Прешъс – Джефри Флечър, Нат Факсън, Джим Раш - Сектор 9 – Нийл Бломкамп и Тери Тачъл - Съзряване – Ник Хорнби - In the Loop – Джеси Армстронг, Саймън Блекуел и Армандо Янучи - Високо в небето – Джейсън Райтман и Шелдън Търнър |
| Най-добра анимация | Най-добър чуждоезичен филм |
| - В небето - Коралайн и тайната на огледалото - Фантастичният мистър Фокс - Принцесата и жабокът - Тайната на Келската книга                                                                                       | - Тайната в очите им (Аржентина) - Ajami (Израел) - The Milk of Sorrow (Перу) - Пророк (Франция) - Бялата лента (Германия) |

## Множество номинации
| Заглавие на български       | Оригинално заглавие                 | Номинации | Награди |
| --------------------------- | ----------------------------------- | --------- | ------- |
| Аватар                      | Avatar                              | 9         | 3       |
| Войната е опиат             | The Hurt Locker                     | 9         | 6       |
| Гадни копилета              | Inglourious Basterds                | 8         | 1       |
| Прешъс                      | Precious                            | 6         | 2       |
| Високо в небето             | Up in the Air                       | 6         |         |
| В небето                    | Up                                  | 5         | 2       |
| Сектор 9                    | District 9                          | 4         |         |
| Девет                       | Nine                                | 4         |         |
| Стар Трек                   | Star Trek                           | 4         | 1       |
| Съзряване                   | An Education                        | 3         |         |
| Лудо сърце                  | Crazy Heart                         | 3         | 2       |
| Принцесата и жабокът        | The Princess and the Frog           | 3         |         |
| Младата Виктория            | The Young Victoria                  | 3         | 1       |
| Сляпата страна              | The Blind Side                      | 2         | 1       |
| Фантастичният мистър Фокс   | Fantastic Mr. Fox                   | 2         |         |
| Несломим                    | Invictus                            | 2         |         |
| Сделката на доктор Парнасъс | The Imaginarium of Doctor Parnassus | 2         |         |
| Последната гара             | The Last Station                    | 2         |         |
| Вестоносецът                | The Messenger                       | 2         |         |
| Сериозен човек              | A Serious Man                       | 2         |         |
| Шерлок Холмс                | Sherlock Holmes                     | 2         |         |
| Бялата лента                | Das weiße Band                      | 2         |         |